# 종교적 남성 할례
성경에서의 할례(Circumcision in the Bible)는 기독교 가정에서 태어나는 남자아이의  포경수술로서 환상절제라고도 하며 음경의 표제제거이다. 할례의 경우 가장 널리 퍼진 종교는 유대교, 이슬람교, 콥트 기독교, 에티오피아 정교회의, 그리고 에리트레아 정교회이다. 기독교 신자가 많은 국가들도 할례받는 비율이 낮지만  미국, 그리고 필리핀, 캐나다, 북쪽과 서쪽 아프리카와  카메룬, 콩고 민주 공화국, 에티오피아, 에리트레아, 가나, 라이베리아, 나이지리아 그리고 케냐 와 같은 국가에서 할례를 많이 실행한다.

## 같이 보기
- 할례의 비율